# Erioptera leucosticta
Erioptera leucosticta är en tvåvingeart som beskrevs av Alexander 1933. Erioptera leucosticta ingår i släktet Erioptera och familjen småharkrankar. Inga underarter finns listade i Catalogue of Life.